# ビートルズの作品
ビートルズの作品（ビートルズのさくひん）は、ビートルズのアルバムおよび出演映画作品の一覧。
個々の楽曲についてはビートルズの曲名一覧を、ビートルズ解散後の動きや各ソロ作品については、ジョン・レノン、ポール・マッカートニー（ウィングス）、ジョージ・ハリスン、リンゴ・スターを参照のこと。

## シングル

### 英国
- チャートは「ニュー・ミュージカル・エクスプレス」[1]

1. ラヴ・ミー・ドゥ（Love Me Do） / P.S.アイ・ラヴ・ユー（P.S. I Love You）（1962年）【英；17位】
2. プリーズ・プリーズ・ミー（Please Please Me） / アスク・ミー・ホワイ（Ask Me Why）（1963年）【英；2週2位】
3. フロム・ミー・トゥ・ユー（From Me to You） / サンキュー・ガール（Thank You Girl）（1963年）【英；6週1位】
4. シー・ラヴズ・ユー（She Loves You） / アイル・ゲット・ユー（I'll Get You）（1963年）【英；通算7週1位】
5. 抱きしめたい（I Want to Hold Your Hand） / ジス・ボーイ（This Boy）（1963年）【英；5週1位】
6. キャント・バイ・ミー・ラヴ（Can't Buy Me Love） / ユー・キャント・ドゥ・ザット（You Can't Do That）（1964年）【英；3週1位】
7. ア・ハード・デイズ・ナイト（A Hard Day's Night） / 今日の誓い（Things We Said Today）（1964年）【英；3週1位】
8. アイ・フィール・ファイン（I Feel Fine） / シーズ・ア・ウーマン（She's a Woman）（1964年）【英；5週1位】
9. 涙の乗車券（Ticket to Ride） / イエス・イット・イズ（Yes It Is）（1965年）【英；3週1位】
10. ヘルプ!（Help!） / アイム・ダウン（I'm Down）（1965年）【英；3週1位】
11. デイ・トリッパー（Day Tripper） / 恋を抱きしめよう（We Can Work It Out）（両A面 1965年）【英；5週1位】
12. ペイパーバック・ライター（Paperback Writer） / レイン（Rain）（1966年）【英；2週1位】
13. イエロー・サブマリン（Yellow Submarine） / エリナー・リグビー（Eleanor Rigby）（両A面 1966年）【英；4週1位】
14. ストロベリー・フィールズ・フォーエヴァー（Strawberry Fields Forever） / ペニー・レイン（Penny Lane）（両A面 1967年）【英；3週2位】
15. 愛こそはすべて（All You Need Is Love） / ベイビー・ユーアー・ア・リッチ・マン（Baby, You're a Rich Man）（1967年）【英；3週1位】
16. ハロー・グッドバイ（Hello, Goodbye） / アイ・アム・ザ・ウォルラス（I Am the Walrus）（1967年）【英；7週1位】
17. レディ・マドンナ（Lady Madonna） / ジ・インナー・ライト（The Inner Light）（1968年）【英；2週1位】
18. ヘイ・ジュード（Hey Jude） / レボリューション（Revolution）（1968年）【英；2週1位】
19. ゲット・バック（Get Back） / ドント・レット・ミー・ダウン（Don't Let Me Down）（1969年）【英；6週1位】
20. ジョンとヨーコのバラード（The Ballad of John and Yoko） / オールド・ブラウン・シュー（Old Brown Shoe）（1969年）【英；3週1位】
21. サムシング（Something） / カム・トゥゲザー（Come Together）（両A面 1969年）【英；4位】
22. レット・イット・ビー（Let It Be） / ユー・ノウ・マイ・ネーム（You Know My Name (Look Up the Number)）（1970年）【英；2位】
23. イエスタディ（Yesterday） / 恋する二人（I Should Have Known Better）（1976年）【英；8位】
24. バック・イン・ザ・U.S.S.R.（Back in the U.S.S.R.） / ツイスト・アンド・シャウト（Twist and Shout）（1976年）【英；19位】
25. サージェント・ペパーズ・ロンリー・ハーツ・クラブ・バンド（Sgt. Pepper's Lonley Hearts Club Band）〜ウィズ・ア・リトル・ヘルプ・フロム・マイ・フレンズ（With a Little Help from Friends） / ア・デイ・イン・ザ・ライフ（A Day in the Life）（1978年）【英；63位】
26. ザ・ビートルズ・ムービー・メドレー（The Beatles Movie Medley） / すてきなダンス（I'm Happy Just to Dance with You）（1982年）【英；10位】
27. フリー・アズ・ア・バード（Free as a bird） / クリスマス・タイム（Christmas Time (Is Here Again)）（1995年）【英；2位】
28. リアル・ラヴ（Real Love） / ベイビーズ・イン・ブラック（Baby's in Black）（1996年）【英；4位】
29. ナウ・アンド・ゼン（Now And Then） / ラヴ・ミー・ドゥ（Love Me Do）（2023年）

### 米国
1. プリーズ・プリーズ・ミー（Please Please Me） / アスク・ミー・ホワイ（Ask Me Why）（1963年）
2. フロム・ミー・トゥ・ユー（From Me to You） / サンキュー・ガール（Thank You Girl）（1963年）
3. シー・ラヴズ・ユー（She Loves You） / アイル・ゲット・ユー（I'll Get You）（1963年）【米；2週1位】
4. 抱きしめたい（I Want to Hold Your Hand） / アイ・ソー・ハー・スタンディング・ゼア（I Saw Her Standing There）（1963年）【米；7週1位/14位】
5. プリーズ・プリーズ・ミー（Please Please Me） / フロム・ミー・トゥ・ユー（From Me to You）（1964年）【米；2週3位/41位】
6. ツイスト・アンド・シャウト（Twist and Shout） / ゼアズ・ア・プレイス（There's a Place）（1964年）【米；4週2位/74位】
7. ドゥ・ユー・ウォント・トゥ・ノウ・ア・シークレット（Do You Want to know a Secret） / サンキュー・ガール（Thank You Girl）（1964年）【米；2位/35位】
8. ラヴ・ミー・ドゥ（Love Me Do） / P.S.アイ・ラヴ・ユー（P.S. I Love You）（1964年）【米；1位/10位】
9. シー・ラヴズ・ユー（ドイツ語）（Sie Liebt Dich） / アイル・ゲット・ユー（I'll Get You）（1964年）【米；97位】
10. ア・ハード・デイズ・ナイト（A Hard Day's Night） / 恋する二人（I Should Have Known Better）（1964年）【米；2週1位/53位】
11. ぼくが泣く（I'll Cry Instead） / すてきなダンス（I'm Happy Just to Dance with You）（1964年）【米；2週25位/95位】
12. アンド・アイ・ラヴ・ハー（And I Love Her） / 恋におちたら（If I Fell）（1964年）【米；2週12位/53位】
13. マッチボックス（Matchbox） / スロウ・ダウン（Slow Down）（1964年）【米；2週17位/2週25位】
14. アイ・フィール・ファイン（I Feel Fine） / シーズ・ア・ウーマン（She's a Woman）（1964年）【米；3週1位/2週4位】
15. エイト・デイズ・ア・ウィーク（Eight Days a Week） / パーティーはそのままに（I Don't Spoil the Party）（1965年）【米；2週1位/39位】
16. 涙の乗車券（Ticket to Ride） / イエス・イット・イズ（Yes It Is）（1965年）【米；1位/46位】
17. ヘルプ!（Help!） / アイム・ダウン（I'm Down）（1965年）【米；3週1位/101位】
18. イエスタディ（Yesterday） / アクト・ナチュラリー（Act Naturally）（1965年）【米；4週1位/47位】
19. デイ・トリッパー（Day Tripper） / 恋を抱きしめよう（We Can Work It Out）（1965年）【米；3週1位/5位】
20. ひとりぼっちのあいつ（Nowhere Man） / 消えた恋（What Goes on）（1966年）【米；3位/81位】
21. ペイパーバック・ライター（Paperback Writer） / レイン（Rain）（1966年）【米；2週1位/2週23位】
22. イエロー・サブマリン（Yellow Submarine） / エリナー・リグビー（Eleanor Rigby）（1966年）【米；2位/2週11位】
23. ストロベリー・フィールズ・フォーエバー（Strawberry Fields Forever） / ペニー・レイン（Penny Lane）（1967年）【米；8位/1位】
24. 愛こそはすべて（All You Need Is Love） / ベイビー・ユーアー・ア・リッチ・マン（Baby, You're a Rich Man）（1967年）【米；1位/34位】
25. ハロー・グッドバイ（Hello, Goodbye） / アイ・アム・ザ・ウォルラス（I Am the Walrus）（1967年）【米；3週1位/56位】
26. レディ・マドンナ（Lady Madonna） / ジ・インナー・ライト（The Inner Light）（1968年）【米；3週4位/96位】
27. ヘイ・ジュード（Hey Jude） / レヴォリューション（Revolution）（1968年）【米；9週1位/3週12位】
28. ゲット・バック（Get Back） / ドント・レット・ミー・ダウン（Don't Let Me Down）（1969年）【米；5週1位/35位】
29. ジョンとヨーコのバラード（The Ballad of John and Yoko） / オールド・ブラウン・シュー（Old Brown Shoe）（1969年）【米；3週8位】
30. サムシング（Something） / カム・トゥゲザー（Come Together）（1969年）【米；両A面 1位】
31. レット・イット・ビー（Let It Be） / ユー・ノウ・マイ・ネーム（You Know My Name (Look Up the Number)）（1970年）【米；2週1位】
32. ザ・ロング・アンド・ワインディング・ロード(The Long and Widing Road) / フォー・ユー・ブルー（For You Blue）（1970年）【米；2週1位】
33. ゴット・トゥ・ゲット・ユー・イントゥ・マイ・ライフ（Got to Get You into My Life） / ヘルター・スケルター（Helter Skelter）（1976年）【米；3週7位】
34. オブラディ、オブラダ（Ob-La-Di, Ob-La-Da） / ジュリア（Julia）（1976年）【米；2週49位】
35. サージェント・ペパーズ・ロンリー・ハーツ・クラブ・バンド（Sgt. Pepper's Linley Hearts Club Band）〜ウィズ・ア・リトル・ヘルプ・フロム・マイ・フレンズ（With a Little Help from Friends） / ア・デイ・イン・ザ・ライフ（A Day in the Life）（1978年）【米；71位】
36. ザ・ビートルズ・ムービー・メドレー（The Beatles Mobie Medley） / すてきなダンス（I'm Happy Just to Dance with You）（1982年）【米；2週12位】
37. ベイビー・イッツ・ユー(Baby It's You) , アイル・フォロー・ザ・サン(I'll Follow the Sun), デヴィル・イン・ハー・ハート(Devil in Her Heart), ボーイズ(Boys)（1994年）【米；67位】
38. フリー・アズ・ア・バード(Free as a bird), アイ・ソー・ハー・スタンディング・ゼア(I Saw Her Standing There), ジス・ボーイ(This Boy), クリスマス・タイム(Christmas Time (Is Here Again))（1995年）【米；6位】
39. リアル・ラヴ（Real Love） / ベイビーズ・イン・ブラック（Baby's in Black）、イエロー・サブマリン（Yellow Submarine）、ヒア・ゼア・アンド・エヴリホエア（Here, There and Everywhere）（1996年）【米；10位(Cash Box)】
40. ナウ・アンド・ゼン（Now And Then） / ラヴ・ミー・ドゥ（Love Me Do）（2023年）

### 日本
1. 抱きしめたい（I Want to Hold Your Hand） / ジス・ボーイ（This Boy）（1964年2月5日）
2. プリーズ・プリーズ・ミー（Please Please Me） / アスク・ミー・ホワイ（Ask Me Why）（1964年3月5日）
3. シー・ラヴズ・ユー（She Loves You） / アイル・ゲット・ユー（I'll Get You）（1964年4月5日）
4. キャント・バイ・ミー・ラヴ（Can't Buy Me Love） / ユー・キャント・ドゥ・ザット（You Can't Do That）（1964年4月5日）
5. フロム・ミー・トゥ・ユー（From Me to You） / アイ・ソー・ハー・スタンディング・ゼア（I Saw Her Standing There）（1964年4月5日）*日本独自発売
6. ツイスト・アンド・シャウト（Twist and Shout） / ロール・オーバー・ベートーヴェン（Roll Over Beethoven）（1964年5月5日）
7. ドゥ・ユー・ウォント・トゥ・ノウ・ア・シークレット（Do You Want to know a Secret） / サンキュー・ガール（Thank You Girl）（1964年5月5日）
8. オール・マイ・ラヴィング（All My Loving） / ラヴ・ミー・ドゥ（Love Me Do）（1964年5月5日）*日本独自発売
9. プリーズ・ミスター・ポストマン（Please Mister Postman） / マネー（Money (That's What I Want)）（1964年6月5日）*日本独自発売
10. ア・ハード・デイズ・ナイト（A Hard Day's Night） / 今日の誓い（Things We Said Today）（1964年8月5日）
11. 恋する二人（I Should Have Known Better） / ぼくが泣く（I'll Cry Instead）（1964年9月5日）
12. アンド・アイ・ラヴ・ハー（And I Love Her） / 恋におちたら（If I Fell）（1964年10月5日）
13. マッチボックス（Matchbox） / スロウ・ダウン（Slow Down）（1964年11月5日）
14. すてきなダンス（I'm Happy Just to Dance with You） / テル・ミー・ホワイ（Tell Me Why）（1965年1月5日）*日本独自発売
15. アイ・フィール・ファイン（I Feel Fine） / シーズ・ア・ウーマン（She's a Woman）（1965年1月5日）
16. のっぽのサリー（Long Tall Sally） / アイ・コール・ユア・ネーム（I Call Your Name）（1965年2月5日）*日本独自発売
17. ノー・リプライ(No Reply) / エイト・デイズ・ア・ウィーク(Eight Days a Week)（1965年2月5日）*日本独自発売
18. ロック・アンド・ロール・ミュージック(Rock and Roll Music) / エヴリー・リトル・シング(Every Little Thing)（1965年2月5日） *日本独自発売
19. ミスター・ムーンライト(Mr. Moonlight) / ホワット・ユー・アー・ドゥーイング(What You're Doing)（1965年3月15日）*日本独自発売
20. カンサス・シティ〜ヘイ・ヘイ・ヘイ・ヘイ(Kansas City/Hey, Hey, Hey, Hey) / アイル・フォロー・ザ・サン(I'll Follow the Sun)（1965年3月15日）*日本独自発売
21. パーティーはそのままに（I Don't Want to Spoil the Party） / みんないい娘（Everybody's Trying to Be My Baby）（1965年4月15日）*日本独自発売
22. 涙の乗車券（Ticket to Ride） / イエス・イット・イズ（Yes It Is）（1965年5月15日）
23. ヘルプ!（Help!） / アイム・ダウン（I'm Down）（1965年8月15日）
24. ディジー・ミス・リジー（Dizzy Miss Lizzy） / アンナ（Anna (Go to Him)）（1965年9月15日）*日本独自発売
25. 恋のアドバイス（You're Going to Lose That Girl） / テル・ミー・ホワット・ユー・シー（Tell Me What You See）（1965年10月15日）*日本独自発売
26. ザ・ナイト・ビフォア（The Night Before） / アナザー・ガール（Another Girl）（1965年11月15日）*日本独自発売
27. イエスタディ（Yesterday） / アクト・ナチュラリー（Act Naturally）（1965年11月15日）
28. デイ・トリッパー（Day Tripper） / 恋を抱きしめよう（We Can Work It Out）（1966年1月15日）
29. ひとりぼっちのあいつ（Nowhere Man） / 消えた恋（What Goes on）（1966年4月15日）
30. ペイパーバック・ライター（Paperback Writer） / レイン（Rain）（1966年6月15日）
31. イエロー・サブマリン（Yellow Submarine） / エリナー・リグビー（Eleanor Rigby）（1966年9月5日）
32. ストロベリー・フィールズ・フォーエバー（Strawberry Fields Forever） / ペニー・レイン（Penny Lane）（1967年3月15日）
33. 愛こそはすべて（All You Need Is Love） / ベイビー・ユーアー・ア・リッチ・マン（Baby, You're a Rich Man）（1967年8月5日）
34. ハロー・グッドバイ（Hello, Goodbye） / アイ・アム・ザ・ウォルラス（I Am the Walrus）（1967年12月25日）
35. レディ・マドンナ（Lady Madonna） / ジ・インナー・ライト（The Inner Light）（1968年4月21日）
36. ヘイ・ジュード（Hey Jude） / レヴォリューション（Revolution）'（1968年9月14日）
37. オブ・ラ・ディ、オブ・ラ・ダ（Ob-La-Di, Ob-La-Da） / ホワイル・マイ・ギター・ジェントリー・ウィープス（While My Guitar Gently Weeps）（1969年3月10日）*日本独自発売
38. ゲット・バック（Get Back） / ドント・レット・ミー・ダウン（Don't Let Me Down）（1969年6月1日）
39. ジョンとヨーコのバラード（The Ballad of John and Yoko） / オールド・ブラウン・シュー（Old Brown Shoe）（1969年7月10日）
40. カム・トゥゲザー（Come Together）  /サムシング（Something）（1969年11月21日）
41. レット・イット・ビー（Let It Be） / ユー・ノウ・マイ・ネーム（You Know My Name (Look Up the Number)）（1970年3月25日）
42. オー!ダーリン（Oh! Darling） / ヒア・カムズ・ザ・サン（Here Comes the Sun）（1970年6月5日）*日本独自発売
43. ザ・ロング・アンド・ワインディング・ロード（The Long and Winding Road） / フォー・ユー・ブルー（For You Blue）（1970年9月5日）
44. イエスタディ（Yesterday） / 恋する二人（I Should Have Known Better）（1976年7月5日）
45. ヘルター・スケルター（Helter Skelter） / ガット・トゥ・ゲット・ユー・イントゥ・マイ・ライフ（Got to Get You into My Life）（1976年7月5日）
46. サージェント・ペパーズ・ロンリー・ハーツ・クラブ・バンド（Sgt. Pepper's Lonely Hearts Club Band）〜ウィズ・ア・リトル・ヘルプ・フロム・マイ・フレンズ（With a Little Help from My Friends） / ア・デイ・イン・ザ・ライフ（A Day in the Life）（1978年10月5日）
47. レット・イット・ビー（Let It Be） / ゲット・バック（Get Back）（1981年9月1日）*日本独自発売
48. ザ・ビートルズ・ムービー・メドレー（The Beatles Movie Medley） / すてきなダンス（I'm Happy Just to Dance with You）（1982年4月21日）
49. ベイビー・イッツ・ユー（Baby It's You）、アイル・フォロー・ザ・サン（I'll Follow the Sun）、デヴィル・イン・ハー・ハート（Devil in Her Heart）、ボーイズ（Boys）（1995年4月8日）*CDのみの発売
50. フリー・アズ・ア・バード（Free as a Bird）, アイ・ソー・ハー・スタンディング・ゼア（I Saw Her Standing There）、ジス・ボーイ（This Boy）、クリスマス・タイム（Christmas Time (Is Here Again)）（1996年1月1日）*CDのみの発売
51. リアル・ラヴ（Real Love） / ベイビーズ・イン・ブラック（Baby's in Black）、イエロー・サブマリン（Yellow Submarine）、ヒア・ゼア・アンド・エヴリホエア（Here, There and Everywhere）（1996年3月28日）*CDのみの発売
52. ナウ・アンド・ゼン（Now And Then） / ラヴ・ミー・ドゥ（Love Me Do）（2023年）

## EP

### 英国
全盤モノラル。ただし『マジカル・ミステリー・ツアー』のみステレオ、モノラルの併売。日本盤のEP33回転とは異なり、英国盤EPの再生速度は毎分45回転で、シングル盤と同じく中心部に折り取れるようにLPと同じ穴がある。
1. ツイスト・アンド・シャウト（Twist And Shout）（1963年7月12日）
  - "Twist And Shout", "A Taste Of Honey" / "Do You Want To Know A Secret", "There's A Place"
2. ザ・ビートルズ・ヒッツ（The Beatles' Hits）（1963年9月6日）
  - "From Me To You", "Thank You Girl" / "Please Please Me", "Love Me Do"
3. ビートルズ No.1(The Beatles' No.1)（1963年11月1日）
  - "I Saw Her Standing There", "Misery" / "Anna (Go To Him)", "Chains"
4. オール・マイ・ラヴィング（All My Loving）（1964年2月7日）
  - "All My Loving", "Ask Me Why" / "Money (That's What I Want)", "P.S. I Love You"
5. のっぽのサリー（Long Tall Sally）（1964年6月19日）
  - "Long Tall Sally", "I Call Your Name" / "Slow Down", "Matchbox"
6. エクストラクツ・フロム・ザ・フィルム・ア・ハード・デイズ・ナイト（Extracts from the Film A Hard Day's Night）（1964年11月4日）
  - "I Should Have Known Better", "If I Fell" / "Tell Me Why", "And I Love Her"
7. エクストラクツ・フロム・ジ・アルバム・ア・ハード・デイズ・ナイト（Extracts from the Album A Hard Day's Night）（1964年11月6日）
  - "Any Time At All", "I'll Cry Instead" / "Things We Said Today", "When I Get Home"
8. ビートルズ・フォー・セール（Beatles For Sale）（1965年4月6日）
  - "No Reply", "I'm A Loser" / "Rock And Roll Music", "Eight Days A Week"
9. ビートルズ・フォー・セール No.2（Beatles For Sale No.2）（1965年6月4日）
  - "I'll Follow The Sun", "Baby's In Black" / "Words Of Love", "I Don't Want To Spoil The Party"
10. ザ・ビートルズ・ミリオン・セラーズ（The Beatles Million Sellers）（1965年12月6日）
  - "She Loves You", "I Want To Hold Your Hand" / "Can't Buy Me Love", "I Feel Fine"
11. イエスタデイ（Yesterday）（1966年3月4日）
  - "Yesterday", "Act Naturally" / "You Like Me Too Much", "It's Only Love"
12. ひとりぼっちのあいつ（Nowhere Man）（1966年7月8日）
  - "Nowhere Man", "Drive My Car" / "Michelle", "You Won't See Me"
13. マジカル・ミステリー・ツアー（Magical Mystery Tour）（1967年12月8日）
  - Disc 1:"Magical Mystery Tour", "Your Mother Should Know" / "I Am The Warlus ("No, You're Not!" Said Little Nicola)"
  - Disc 2:"The Fool On The Hill", "Flying" / "Blue Jay Way"
14. ラヴ・ミー・ドゥ（Love Me Do）（1982年10月5日）【英；4位】
  - "Love Me Do", "P.S. I Love You", "Love Me Do (Original Single Version)"
    - 12"ヴィニールでの発売（1992年に5CD化）
15. ザ・ビートルズ（The Beatles）（1982年）
  - "She's A Woman", "Baby You're A Rich Man" / "The Inner Light", "This Boy"
    - ボックス・セット『E.P. Collection』収録のボーナスEP。英国未発表のステレオ・バージョンで収録。

### 米国
全盤モノラル。
1. "The Beatles"（1963年3月23日 Vee Jay Records）
  - "Misery", "A Taste Of Honey" / "Ask Me Why", "Anna (Go To Him)"
2. "Four By The Beatles"（1964年5月11日 Capitol Records）
  - "Roll Over Beethoven", "All My Loving" / "This Boy", "Please Mr. Postman"
3. "4 By The Beatles"（1965年2月1日 Capitol Records）
  - "Honey Don't", "I'm A Loser'" / "Mr. Moonlight", "Everybody's Trying To Be My Baby"

### 日本
1. "Twist And Shout", "Please Please Me" / "I Want To Hold Your Hand", "She Loves You"（1964年8月5日）
2. "A Hard Day's Night", "I Should Have Known Better" / "Please Mr. Postman", "And I Love Her'"（1965年1月5日）
3. "All My Loving", "If I Fell" / "I'm Happy Just To Dance With You", "Tell Me Why"（1965年3月5日）
4. "Long Tall Sally", "Matchbox" / "I Feel Fine", "Slow Down"（1965年5月5日）
5. "Rock And Roll Music", "Eight Days A Week" / "Mr. Moonlight", "Kansas City~Hey-Hey-Hey-Hey!"（1965年6月5日）
6. "Help!", "Ticket To Ride" / "I'm Down", "Dizzy Miss Lizzy"（1965年12月5日）
7. "You're Going To Lose That Girl", "The Night Before" / "Act Naturally", "Yesterday"（1966年1月5日）
8. "Anna (Go To Him)", "Boys" / "Sie Liebt Dich", "You've Got To Hide Your Love Away"（1966年3月5日）
9. "Michelle", "Girl" / "Nowhere Man", "What Goes On"（1966年5月15日）
10. "Paperback Writer", "Norwegian Wood (This Bird Has Flown)" / "We Can Work It Out", "Drive My Car"（1966年12月5日）
11. "Yellow Submarine", "Taxman" / "Here, There And Everywhere", "And Your Bird Can Sing"（1966年12月5日）
12. "Bad Boy", "Strawberry Fields Forever" / "Penny Lane", "Good Day Sunshine"（1967年3月15日）

## アルバム
註：各アルバム名をクリックした際に現れる「収録曲」の「A面」「B面」などの表記は、当初アナログレコードとして発売された際のもの。当時は、各面ごとに収録曲順を考慮したためにあえて記す。現在、英国盤オリジナル・アルバムは、全てCD化されている。したがって、CDの後半に収録の曲番は、A面の収録曲数にB面の曲順を足したものとなる。また、オリジナルリリースがCDの場合は、曲順のみ通し番号で記す。
なお、CD化に際し、ジョージ・マーティンによってミキシングが若干変更されている。そのため、雰囲気がアナログ版と若干異なっている。

### 英国盤公式オリジナル・アルバム
1. プリーズ・プリーズ・ミー - Please Please Me（1963）
  - デビュー・アルバム。シングルで先行発売された4曲を除く10曲を、ほぼ1日でスタジオで生録音したもの 。作業時間は、正味6-7時間といわれている。
2. ウィズ・ザ・ビートルズ - With The Beatles（1963）
  - ボーカルのダブルトラッキングも使いはじめているが、2トラック録音である。
3. ハード・デイズ・ナイト - A Hard Day's Night（1964）
  - タイトル曲は、スターのふと漏らしたつぶやきから決定した映画の題名に合わせてレノンが作ったもの。それまでのカバー曲とオリジナル曲で構成されたアルバムとは異なり、初めて全曲オリジナルの構成で発表された。
4. ビートルズ・フォー・セール - Beatles For Sale（1964）
  - 1964年のクリスマス商戦に合わせてツアーの合間に作られたため、1・2枚目のアルバム同様、ビートルズのオリジナル曲にカバー曲を加えて短期間で録音された作品。メンバーが敬愛するバディ・ホリーやチャック・ベリーのカバーも収められている。
5. ヘルプ! - Help!（1965）
  - レコードではA面、CDでは前半が映画のサウンドトラックである。「悲しみはぶっとばせ」「イエスタデイ」では、セッション・ミュージシャンが起用されている。タイトル曲「ヘルプ!」は、映画のタイトルに合わせてレノンが作った曲である。
6. ラバー・ソウル - Rubber Soul（1965）
  - このアルバムで初めてハリスンが持ち込んだインドの楽器シタールが、「ノルウェーの森」で演奏されている。レノンとマッカートニー双方の作品も質・数ともにバランスが取れはじめ、ハリスンも佳作を制作し始めた時期の作品。
7. リボルバー - Revolver（1966）
  - この頃からスタジオ技術も駆使しはじめ、複雑化したサウンドが主流となって、スタジオで出す音を公演で再現することは不可能になった。本作品からの曲は披露されないまま、ビートルズは公演活動を終了した。
8. サージェント・ペパーズ・ロンリー・ハーツ・クラブ・バンド - Sgt. Pepper's Lonely Hearts Club Band（1967）
  - 世界初のコンセプト・アルバムと呼ばれ、その後のポップ・ミュージックに大きな影響を与えた。
9. ザ・ビートルズ - The Beatles（1968）
  - 通称『ホワイト・アルバム(WHITE ALBUM)』。アップルレーベルの初アルバムで、オリジナル・アルバムでは唯一のダブル・アルバム（2枚組）。30曲が収録された作品で、曲調はバラードからギターの弾き語り調、ボードビルからハードロック、ミュージックコンクレート風まで幅広い。
10. イエロー・サブマリン - Yellow Submarine（1969）
  - レコードではA面 (CDでは前半) のみがビートルズの作品。メンバーが当初制作に意欲的でなかったため、本作以前にシングルで発売された楽曲や、過去の録音作業におけるアウトテイクが収録された。レコードB面 (同じくCDでは後半) はジョージ・マーティン作曲・編曲による、オーケストラでのサウンドトラック (フィルモグラフィーなども参照のこと) 。
11. アビイ・ロード - Abbey Road（1969）
  - 失敗に終わった企画『ゲット・バック・セッション』のアルバム（仮称"Get Back"）制作後に録音された作品であるため、企画の詳細が明るみに出るまでは、本作がビートルズのラスト・アルバムとされてきた。しかし本アルバムが発売された後の1970年にも『ゲット・バック・セッション』が続けられ、その後同年3月から4月にわたってフィル・スペクターがアルバムを再制作し直したことが明らかになったため、名実ともに次作の『レット・イット・ビー』がビートルズのラスト・アルバムであることが判明した。『ゲット・バック・セッション』に失敗したこの時期、メンバーの関係は悪化していたがアルバムの完成度は極めて高く、特にアナログ盤B面に収録された、未完成曲を繋げたメドレーは秀逸作として非常に名高い。なお4人が並んで横断歩道を歩くジャケット写真は非常に有名である。
12. レット・イット・ビー - Let It Be（1970年）
  - 1969年1月22日〜31日、4月30日および1970年1月3日〜1月5日のゲット・バック・セッションで録音された音源を元に、1970年3月23日から4月2日にかけてフィル・スペクターがオーケストラやコーラスを加えるなどして編集し、完成させたアルバムである。
  - 曲目が全て一緒ではないが、当時の曲の本来のアレンジに近く編集・リミックスされたアルバムが、2003年11月、『レット・イット・ビー...ネイキッド』として発売された。

### 米国編集アルバム
1960年代当時の米国では楽曲の出版登録の関係によってアルバムには12曲までしか収録することができなかったため、これらの米国盤アルバムは、英国盤オリジナル・アルバムの収録曲を減らした上で、何枚かのアルバムからピックアップした曲にシングルのうちアルバム未収録、または別バージョンなどを加え、アルバムの数を水増ししたような形で発売された。楽曲のなかには英国よりも先にリリースされた作品もある。
このキャピトル・レコードのやり方にビートルズのメンバーは非常に怒っていたそうで、実際にジョン・レノンはキャピトルに対して怒りを見せ、ジョージ・ハリスンはグループ解散後のインタビューで「最悪の編集版だよ」と語っている。ちなみにザ・ローリング・ストーンズは、ビートルズが仕方なく米国編集盤を出していたのとは逆に、米国編集盤という事を逆手にとった形で利用し、米国の「チェス・スタジオ」で録音した音源を積極的に収録したりするなど、ビートルズとは逆のアプローチをしている。ビートルズの音源については、日本独自の編集盤も含めて契約上、各国さまざまな収録曲目のアルバムやミックス違いのヴァージョンが、初期から中期にかけて顕著に発売された。後年CD化によって、米国編集盤『マジカル・ミステリー・ツアー』を除き、各国とも曲目・ヴァージョンは英国オリジナルのものに統一された。
米国編集盤も、2004年11月『ミート・ザ・ビートルズ』『ザ・ビートルズ・セカンド・アルバム』『サムシング・ニュー』『ビートルズ '65』の4枚の米国盤が、CDボックス・セット『ザ・ビートルズ '64 BOX』（『THE CAPITOL ALBUMS VOL. 1』）として発売。2005年には『ビートルズ VI』『ジ・アーリー・ビートルズ』『ヘルプ!（米国編集盤）』『ラバー・ソウル（米国編集盤）』の4枚が、『ザ・ビートルズ '65 BOX』（『THE CAPITOL ALBUMS VOL. 2』）として発売された。Vol.1・Vol.2とも、CD1枚にモノラル版とステレオ版が収録されている。
- イントロデューシング・ザ・ビートルズ - Introducing... The Beatles（1963年）
  - 日本未発売。ヴィージェイ・レコード社からのリリース。
- ミート・ザ・ビートルズ - Meet The Beatles!（1964年）
  - キャピトル・レコード社からのリリース。以後同社からのリリースに統一。
- ザ・ビートルズ・セカンド・アルバム - The Beatles' Second Album（1964年）
- ア・ハード・デイズ・ナイト - A Hard Day's Night（1964年）
  - 日本未発売。当初ユナイテッド・アーティスツ・レコード社からリリースされたが後年キャピトルに移行している。
- サムシング・ニュー - Something New（1964年）
- ビートルズ物語 - The Beatles' Story（1964年）
- ビートルズ '65 - Beatles '65（1964年）
  - 日本未発売。ただしCDでは『ザ・ビートルズ '64 BOX』に収録された。
- ジ・アーリー・ビートルズ - The Early Beatles（1965年）
- ビートルズ VI - Beatles VI（1965年）
- ヘルプ（4人はアイドル） - Help!（1965年）
- ラバー・ソウル - Rubber Soul（1965年）
  - 日本未発売。ただしCDでは『ザ・ビートルズ'65BOX』に収録された。
- イエスタデイ・アンド・トゥデイ - Yesterday and Today（1966年）
- リボルバー - Revolver（1966年）
  - 日本未発売。
- マジカル・ミステリー・ツアー - Magical Mystery Tour（1967年）
  - 同名映画のサウンドトラック（英オリジナルはEP盤で発売）に、同時期に発表されたシングル曲を加えLPアルバムとした編集盤。後に英国でもリリースされた。1987年のCD化の際には英国盤公式オリジナル・アルバムに準ずる扱いを受けている。楽曲の発表順では『サージェント・ペパーズ・ロンリー・ハーツ・クラブ・バンド』の後に位置し2009年9月9日発売のデジタルリマスター盤では9作目のオリジナル・アルバムの位置に順番付けられている。詳細は当アルバムの項目を参照のこと。
- ヘイ・ジュード - Hey Jude（1970年）
  - 後に英国でもリリースされた。

### 日本編集アルバム
米国を通じて、ビートルズの人気が紹介された日本では、デビュー・アルバムも米国盤に沿う形で製作された。しかし曲順は曲数の少ない米国盤とは異なり、14曲が選ばれた。3枚目のアルバム『ビートルズがやって来るヤァ!ヤァ!ヤァ!』から、曲順は英国仕様に準拠することになり、それ以前の曲でアルバム未収録だった曲をまとめた『ビートルズ No.5』を最後に日本独自の編集盤は作られなくなる。しかし、これらのアルバムは、1976年に日本でも初期のアルバムが英国オリジナルの仕様で発売されるようになってからも、何枚かの米国編集盤と共に「日本オリジナル」盤として品番を変えて発売され続けた。
また、1966年に、ビートルズの来日を記念して、日本独自のベスト・アルバム『THE BEST OF THE BEATLES』が企画され、曲目やジャケットも決定し試作盤も制作されたが実現には至らなかった。そのため東芝音楽工業は、日本ではオリジナルの曲目で発売されていなかったファースト・アルバム『Please Please Me』と、セカンド・アルバム『With the Beatles』をステレオ盤仕様で発売することでそれらを来日記念盤とした。
- ビートルズ! - Meet The Beatles（1964年）
  - 日本での1stアルバム。ジャケットは米国盤のデザインを転用し、一部を変更している。曲順も日本独自のもの。モノラル盤のみ。
- ビートルズ No.2! - The Beatles' Second Album（1964年）
  - 日本での2ndアルバム。詳細は前項に同じ。
- ビートルズがやって来るヤァ!ヤァ!ヤァ! - A Hard Day's Night（1964年）
  - 日本での3rdアルバム。曲順は英国オリジナルと同一だが、ジャケットが映画の一場面の写真に変更されている。
- ビートルズ '65 - Beatles For Sale（1964年）
  - 曲順もジャケットの仕様も英国オリジナルと同じになったが、「Beatles For Sale」という文字のデザインのみが異なる。さらに、アルバムの邦題は別内容の米国編集盤と重複している。
- ビートルズ No.5! - Beatles No.5（1965年）
  - 最後の日本編集盤。ジャケットは米国盤「Beatles '65」のデザインを転用し、一部を変更している。曲順も日本独自のもの。モノラル盤のみ。
- ステレオ! これがビートルズ Vol.1 - Please Please Me（1966年）
- ステレオ! これがビートルズ Vol.2 - With the Beatles（1966年）
  - 来日記念盤。日本では初めてステレオ仕様で初期の2枚が紹介された。ただし、ジャケットも曲順もオリジナルの仕様とは異なる。見開きジャケットで写真集つき。1976年にアルバムの仕様が英国オリジナル通りに戻されて再発された際に、邦題のみが帯のタイトル表示に残ることになった。

### ベスト盤・編集盤
- ザ・ビートルズ1962年〜1966年 - The Beatles (1962-1966)（2枚組）（アナログ盤リリースは1973年、CD化1993年）
  - 通称「赤盤」。
- ザ・ビートルズ1967年〜1970年 - The Beatles (1967-1970)（2枚組）（アナログ盤リリースは1973年、CD化1993年）
  - 通称「青盤」。CD化に際して「ア・デイ・イン・ザ・ライフ」の冒頭のSE（効果音）が除去され、「バック・イン・ザ・U.S.S.R.」のクロスフェード部分が修正された。
  - 上記の2作は、当時海賊盤レコード対策として発売された。発売当初、選曲はハリスンによるものとされていたが、実際は当時のビートルズのマネージャーであるアラン・クレインが選曲した。
  - デジタル・リマスタリングが施されており、既存CDと同じミックスの曲でも音量バランスや音質、ノイズの程度が異なっている。特にノイズ面が顕著でオリジナルCDと比較するとテープヒス等のノイズが大部分除去されている。
- ロックン・ロール・ミュージック - Rock 'n' Roll Music（2枚組）（アナログ盤リリース1976年、未CD化）
- ラヴ・ソングス - Love Songs（2枚組）（アナログ盤リリース1977年、未CD化）
- レアリティーズ - Rarities（英国アナログ盤リリース1979年、未CD化）
- レアリティーズ Vol.2 - Rarities（米国アナログ盤リリース1980年、未CD化）
- ビートルズ バラード・ベスト20 - Beatles Ballads-20 Original Tracks（英国アナログ盤リリース1980年、未CD化）
- リヴァプールより愛を込めて ザ・ビートルズ・ボックス - The Beatles Box（8枚組）（英国アナログ盤リリース1980年、未CD化）
- リール・ミュージック - Reel Music（アナログ盤リリース1982年、未CD化）
- 20グレイテスト・ヒッツ - 20 Greatest Hits（アナログ盤リリース1982年、未CD化）

### ライブ盤
- ライヴ・アット・ザ・ハリウッド・ボウル（旧邦題：ザ・ビートルズ・スーパー・ライヴ!） - The Beatles at the Hollywood Bowl（アナログ盤リリースは1977年、CD化2016年）
  - 1964年と1965年にロサンゼルスのハリウッド・ボウルで行われた演奏を収録したアルバム。観客の悲鳴によって音質が悪かったが、ジョージ・マーティンがリミックスを行った結果、発表できることとなった。
  - 長年CD化されていなかったが、2016年9月9日にアナログ盤未収録音源4曲の追加と邦題・ジャケット写真の一新、ジャイルズ・マーティンによる再リミックスを経て初CD化された[4][5]。

### オリジナル・アルバムCD化以降の作品
- パスト・マスターズ Vol.1 - Past Masters Vol.1（1988年）
- パスト・マスターズ Vol.2 - Past Masters Vol.2（1988年）
  - 英国オリジナル・アルバム未収録曲、レア・バージョンをまとめたシリーズ。CDアルバム未収録曲を補完する意味合いがある。同年に2作を1作品にまとめた『パスト・マスターズ』（英語: Past Masters Volumes 1 & 2）も発売された。
- ザ・ビートルズ・ライヴ!! アット・ザ・BBC - The Beatles Live At The BBC（CD、アナログLPとも2枚組）（1994年、一時廃盤になっていたが2001年再発）
  - BBC音源での初期のライブを収録し、ライブバンドとしてのビートルズの姿を伝える作品。海賊版対策を兼ねている。「ベイビー・イッツ・ユー」がシングル・カットされた。
- ザ・ビートルズ・アンソロジー1〜3 - The Beatles Anthology（それぞれ、CDは2枚組、アナログLPは3枚組）（1995年〜1996年）
  - 1990年代のビートルズのアンソロジー・プロジェクトにより実現した、ライヴ・バージョン、未発表曲、リハーサルテイクなどを収録したシリーズ。目玉としてレノンが生前残した音源に3人が手を加えた「新曲」の発表が行われた。「BBC」同様、海賊版対策である。
  - ザ・ビートルズ・アンソロジー1 - Anthology 1（CDは2枚組、LPは3枚組）（1995年）
    - 1957年から1964年までの未発表音源と、ビートルズ名義の新曲「フリー・アズ・ア・バード」を収録。

  - ザ・ビートルズ・アンソロジー2 - Anthology 2（CDは2枚組、LPは3枚組）（1996年）
    - 1965年から1968年までの未発表音源と、ビートルズ名義の新曲「リアル・ラヴ」を収録。

  -  ザ・ビートルズ・アンソロジー3 - Anthology 3（CDは2枚組、LPは3枚組）（1996年）
    - 1968年から1970年までの未発表音源を収録。こちらには新曲が収録されていない代わりに、ジョージ・マーティン作のオーケストラのインストゥルメンタルの「ア・ビギニング」を収録。
- イエロー・サブマリン 〜ソングトラック〜 - Yellow Submarine Songtrack（CD、LP）（1999年）
  - 同名アニメーション映画の再発（DVD・ビデオ）に合わせ発表された、映画のナンバーを集めた新しいコンピレーション・アルバム。1969年に発表されたアルバム『イエロー・サブマリン』と収録曲が異なるほか、リミックスによって音質の向上と楽曲の現代的な再構築が試みられた。
- ザ・ビートルズ1 - The Beatles 1（2000年）
  - 「英・米のチャートで1位になった曲をまとめた」というコンセプトで作られたベスト・アルバム。全世界で約2500万枚の売り上げがあり、現在も売り上げを伸ばし続けている。
  - 赤盤、青盤と同様にデジタル・リマスタリングが施されているが、このアルバムの発売に際して新たにマスタリングし直したため、オリジナルCDや赤盤、青盤とも異なる音質・音量となっている。
  - 2015年にはジャイルズ・マーティンによって大幅なリミックスが施され、バンド初のミュージック・ビデオ集と合体させた形式で発売された[6][7]。
- レット・イット・ビー...ネイキッド - Let It Be...Naked（CDは2枚組、アナログ盤は30cmLPと17cmEPのセット）（2003年）
  - オリジナル・アルバム『レット・イット・ビー』から、フィル・スペクターによる編集やダビングを取り除き、未発表アルバム『ゲット・バック』での本来のテーマにそった形で再制作された作品。
- ザ・ビートルズ '64 BOX - The Capitol Albums Vol.1（2004年）
  - 『ミート・ザ・ビートルズ』『ザ・ビートルズ・セカンド・アルバム』『サムシング・ニュー』『ビートルズ '65』の4枚の米国盤をリマスターした、紙ジャケットCDのボックス・セット。
- ザ・ビートルズ '65 BOX - The Capitol Albums Vol.2（2005年）
  - 『ビートルズ VI』『ジ・アーリー・ビートルズ』『ヘルプ!（米国編集盤）』『ラバー・ソウル（米国編集盤）』の4枚の米国盤をリマスターした、紙ジャケットCDのボックスセット。
- LOVE - Love（2006年）
  - 21世紀に入って2作目となる最新作。元はビートルズの楽曲を元にしたシルク・ドゥ・ソレイユのラスベガスでの常駐公演『LOVE』のために作られていたものであるが、正式にアルバム作品となることが確定。ビートルズにおいて初めて、リミックスを音質の調整ではなく作品の再構築の手段とした（一種のマッシュアップとも言える）アルバムとなる。通常盤（CD）とスペシャル・エディション（CD+DVD）が発売された。スペシャル・エディションDVDは、DVD-AudioとDVD music（映像を収録せず音声のみ収録のDVD-Video）のハイブリッドとなっており、ビートルズ作品初の映像を伴わない5.1chサラウンド音声での作品となった。
- ザ・ビートルズ BOX - The Beatles Stereo Box（2009年）
  - 英国盤公式オリジナル・アルバム12作と米国編集盤『マジカル・ミステリー・ツアー』、これらのアルバムに収録されなかった楽曲が集めた編集盤『パスト・マスターズ』をコンパイルした作品。収録曲はいずれも2009年度改訂デジタル・マスターが使われている。
- ザ・ビートルズ MONO BOX - The Beatles in Mono（2009年）
  - 『プリーズ・プリーズ・ミー』から『ザ・ビートルズ（ホワイト・アルバム）』までの英国盤公式オリジナル・アルバム8作品と米国編集盤『マジカル・ミステリー・ツアー』、これらのアルバムに収録されなかった楽曲及び未発表となっていたモノラル・ミックスを集めた編集盤『モノ・マスターズ』をコンパイルした作品で、『ザ・ビートルズ BOX』のモノラル・バージョンにあたる。
- オン・エア〜ライヴ・アット・ザ・BBC Vol.2 - On Air – Live at the BBC Volume 2（2013年）
  - BBCによる初期のライブ音源の第2弾。
- THE U.S. BOX - The U.S. Albums（2013年）
  - 「キャピトルボックス」に未収録だった『ハード・デイズ・ナイト』『ザ・ビートルズ・ストーリー』『イエスタデイ・アンド・トゥデイ』『リボルバー』『ヘイ・ジュード』が初収録された。ただし、音源は2009年のステレオとモノのマスターに変更されている。後にバラ売りされたが『ザ・ビートルズ・ストーリー』のみバラ売りされなかった。
- The Beatles Bootleg Recordings 1963（2013年）
  - iTunesのみで発売された。1963年のスタジオ・アウトテイクとBBCライヴ・レコーディング音源で構成されている。
- ミート・ザ・ビートルズ ＜JAPAN BOX＞ - The Japan Box（2014年）
  - 『ビートルズ!』『ビートルズNo.2!』『ビートルズがやって来るヤァ!ヤァ!ヤァ!』『ビートルズNo.5!』『ヘルプ!4人はアイドル』を紙ジャケと発売当時の帯を復刻したボックス。ただし、音源は2009年のステレオとモノのマスターに変更されている。
- クリスマス・レコード・ボックス（2017年）
  - ファンクラブ限定で配布されたソノシートを、アートワークを再現した上で7枚のカラー・シングル・レコードとして復刻させた作品[8]。

### 英国で発表されたが、未CD化のままの作品
- オールディーズ - A Collection Of Beatles' Oldies（1966年）
  - 1966年はオリジナル・アルバムが8月の『リボルバー』のみで、クリスマス商戦の時期にオリジナル・アルバムが作られなかったため用意されたベスト・アルバム。1963年から1966年にかけてのシングル曲・代表曲に加えて、当時英国で未発表だった「バッド・ボーイ」を収録。
- From Then To You（1970年）
  - オフィシャル・ファン・クラブ会員のために1963年以降クリスマス用に配布された7インチEPを全作収録したLP。1970年はバンドが解散したためこのアルバムが制作・配布された。米国のファン・クラブでは別デザインのカバーで、タイトルも「The Beatles' Christmas Album」とされた。長く本作のアセテート盤や海賊盤が出回っていたが、2017年に『クリスマス・レコード・ボックス』として音源のリマスターが施された[8]。

### 発売がアナウンスされながら未発表となっている作品
- ゲット・バック - Get Back（1969年、1970年）
  - ゲット・バック・セッションの音源を元に製作された、『レット・イット・ビー』の前身ともいえるアルバム。プロデューサーはグリン・ジョンズ。このプロジェクトの発端がコンサート活動の再開〜TVコンサートであったため、映像関係に太いパイプのあった同氏が選ばれた。このためデビュー以来のプロデューサーであるジョージ・マーティンへは相談もなく、彼もまた『ザ・ビートルズ（ホワイト・アルバム）』制作時の混乱から嫌気をさし、一部の撮影や録音に干渉してはいるものの、先行シングルの『ゲット・バック c/w ドント・レット・ミー・ダウン』とシングル・バージョンの「レット・イット・ビー」を除き、プロデューサーとしてはノータッチである。制作過程によって2種類のバージョンがあり、選曲と曲順が異なっている。
  - 「原点に帰れ」のコンセプトから、オーバー・ダブを極力排し、シンプルでストレートなアレンジを鉄則として定め、ジャケットの表記タイトルは『プリーズ・プリーズ・ミー』のそれをもじって「Get Back with Don't Let Me Down and 13 other Songs」と命名、ジャケット写真も『プリーズ・プリーズ・ミー』の時と同じ場所、同じようなポーズ、同じカメラマンで撮影が行われた[9]（後にこのアルバムの別テイクが『ザ・ビートルズ1967年〜1970年』で使われた）。
  - 先にマスター・アップしたバージョン（1969年5月28日制作）が却下されたため、グリン・ジョンズは1970年1月5日に再度編集を試みたもののこちらも却下された[10]。その後、マザー・テープがフィル・スペクターに託され、リプロデュースの末に『レット・イット・ビー』となった。
  - 2021年に発売された『レット・イット・ビー (スペシャル・エディション)』のスーパー・デラックス・エディションおよびデジタル配信版に『ゲット・バック』のステレオLPミックスが収録された[11]。
- セッションズ - Sessions（1985年）
  - 音質がよくジャケットも本物かと見紛うような海賊版が横行することに頭を痛めていたEMIが企画した、未発表音源収録物。既発表曲のデモや別バージョン、ファンクラブ用ソノシートの収録曲、また完全な未発表曲などで構成されている。マスターテープとアルバムカバーが完成した段階で、なぜか某メンバー（明らかにされていない）から異議が出たため、文字通りお蔵入りしてしまう。後にボリュームアップして形を変え、『ザ・ビートルズ・アンソロジー』へと昇華した。音源とジャケットデザインが流出し数多くの海賊盤が出回り、1990年代には『ウルトラ・レア・トラックス』らと共にレンタル店で扱われていた。

### 非パーロフォン・セッション
英EMI（傘下のパーロフォンレーベル）との契約以前のレコーディング曲を収録
- シルヴァー・ビートルズ
- ザ・ビートルズ・ファースト・アルバム
- デビュー! ビートルズ・ライヴ'62

## フィルモグラフィー

### 主演作品
- ビートルズがやって来るヤァ!ヤァ!ヤァ! - A Hard Day's Night（1964年）

ドキュメンタリー風のアイドル映画。次作と共にカンヌ国際映画祭グランプリ受賞監督リチャード・レスターの初期の傑作としても知られる。
- ヘルプ!4人はアイドル - Help!（1965年）

前作と同じくレスター作品。リンゴが中心となる映画で、前作とは違い完全フィクション映画である。
- マジカル・ミステリー・ツアー - Magical Mystery Tour（1967年）

制作・脚本などすべてビートルズが自主制作したTV映画(監督は「リチャード・スターキー MBE」)。サイケ色の強いロードムービー。
- イエロー・サブマリン - Yellow Submarine（1968年）

アニメーション作品。声を当てているのは声優だが、メンバーもラストで映像出演している。
- レット・イット・ビー - Let It Be（1970年）

アルバム制作過程を追ったドキュメンタリー。ポールはこれを利用して再びライヴ活動をしたかったようだが、皮肉にもバンド崩壊の様子を後世に伝える作品となってしまった。上記4作品はDVD化されているが、当作品のみ未発売である。
- ザ・ビートルズ〜EIGHT DAYS A WEEK - The Touring Years - The Beatles: Eight Days a Week（2016年）

リバプール時代から1966年のライブ活動休止までのライブ活動を中心に扱ったドキュメンタリー。監督はロン・ハワード。

### ドキュメンタリー・映像作品 （アップル製作のみ）
- 武道館コンサート - Concert at Budokan 1966（1985年）
  - 1966年6月30日の武道館コンサートを収録。日本のみの発売で、1993年に別編集で再発売。未DVD化。
- ザ・ファースト U.S.ヴィジット（英語版） - The Beatles: The First U.S. Visit（1992年）
  - 初の米国上陸時のドキュメンタリー。2004年にDVD化。
- ザ・ビートルズ・アンソロジー1-8 - The Beatles Anthology 1~8（1996年）
  - アンソロジーシリーズの映像版。当時の貴重な映像や、メンバー他関係者のインタビューで構成されている。

### その他
- THE BEATLES/シェアスタジアム（1966年）
  - 1965年8月16日のシェイ・スタジアム公演を収録したドキュメンタリー。1978年にビデオ・ソフトが発売されたが、現在はカタログから削除されている。
- ビートルズ・ライヴ - Ready Steady Go! Special Edition THe Beatles Live!（1985年）
  - 1964年のテレビ・スペシャル「Around The Beatles」の抜粋。未DVD化。
- ビートルズ・スペシャル - Ready Steady Go!（1987年）
  - 英国のテレビ番組『Ready Steady Go!』出演時の映像集。日本のみの発売。未DVD化。
- メイキング・オブ・ア・ハード・デイズ・ナイト - The Making Of A Hard Day's Night（1995年）
  - 映画「ア・ハード・デイズ・ナイト」製作ドキュメンタリー。進行役はフィル・コリンズ。映画未収録の「You Can't Do That」を初公開。
- エド・サリヴァン presents ザ・ビートルズ ノーカット完全版 - The Four Historic Ed Sullivan Shows featuring The Beatles（2003年）
  - 1964年、1965年のエド・サリヴァン・ショー出演時のDVD2枚組。ライヴ演奏した放送回のすべてが収録されている。

## 書籍
- ザ・ビートルズ・アンソロジー - The Beatles Anthology （2000年、リットーミュージック。ISBN 4845605228）
  - アンソロジー・プロジェクトの書籍版で、唯一の公式な自伝といえる作品。各年代のメンバーの発言を中心に、貴重な未発表写真などを加え編集されている。無名時代から絶頂期、解散に至るまでの経緯がメンバー自身の言葉で語られている。

## 追記
メンバーのソロ作品として発表された作品のうち、ビートルズ時代にデモが作られたり、ビートルズとしては未発表となった主なもの。

### ジョン・レノン
- 「チャイルド・オブ・ネイチャー」
  - 「ジェラス・ガイ」（『イマジン』収録）の原曲。インド滞在中に作曲され、『ザ・ビートルズ（ホワイト・アルバム）』のレコーディングセッションおよび「ゲット・バック・セッション」でも演奏されている。
- 「イマジン」（アルバム『イマジン』収録）
  - 『レット・イット・ビー...ネイキッド』のボーナス・ディスクにわずかながら収められている。
- 「真実が欲しい」（『イマジン』収録）
  - 1969年のビートルズのゲット・バック・セッションでジョンとポールが演奏を試みている。
- 「コールド・ターキー」(ジョン・レノンのシングル)
  - リンゴ・スターが作品に参加している。

### ポール・マッカートニー
- 「テディ・ボーイ」（『マッカートニー』収録）
  - ゲット・バック・セッションで演奏、お蔵入りになったプロモーション盤『ゲット・バック』にも収録されていた。『ザ・ビートルズ・アンソロジー3』収録。
- 「アナザー・デイ」（ソロ・シングル）
  - ゲット・バック・セッションでポールのピアノ弾き語りが演奏されている。
- 「恋することのもどかしさ」（『マッカートニー』収録）
  - ゲット・バック・セッションでポールのピアノ弾き語りが演奏されている。
- 「バック・シート」（『ラム』収録）
  - ゲット・バック・セッションでポールのピアノ弾き語りが演奏されている。
- 「コスミカリー・コンシャス」（『オフ・ザ・グラウンド』収録）
  - 1968年、インド滞在時に書かれたサイケ色の強い曲。ビートルズでの演奏は不明。

### ジョージ・ハリスン
- 「オール・シングス・マスト・パス」（アルバム『オール・シングス・マスト・パス』収録）
  - ゲット・バック・セッションの前後に、バンドのリハーサルがなされた。マルチ・トラック・テープで録音したデモバージョンは、『ザ・ビートルズ・アンソロジー3』に収録。
- 「ノット・ギルティ」（『慈愛の輝き』収録）
  - 『ザ・ビートルズ（ホワイト・アルバム）』のセッションで100以上に及ぶ膨大なテイクが録音されたにもかかわらず、ビートルズとしては未発表となった。『ザ・ビートルズ・アンソロジー3』に収録。このテイクでのリードギターはポールだといわれている。
- 「イズント・イット・ア・ピティ」（『オール・シングス・マスト・パス』収録）
- 「サークルズ」（『ゴーン・トロッポ』収録）

### リンゴ・スター
- 「ティキップ・オブ・ア・カロライナ」
  - ゲット・バック・セッションの最中に演奏。この一部が『レット・イット・ビー...ネイキッド』のボーナス・ディスクに収録。